# Kielmeyera variabilis
Kielmeyera variabilis är en tvåhjärtbladig växtart. Kielmeyera variabilis ingår i släktet Kielmeyera och familjen Calophyllaceae.

## Underarter
Arten delas in i följande underarter:
- K. v. paranaensis
- K. v. variabilis
- K. v. robusta
- K. v. stenophylla

## Bildgalleri

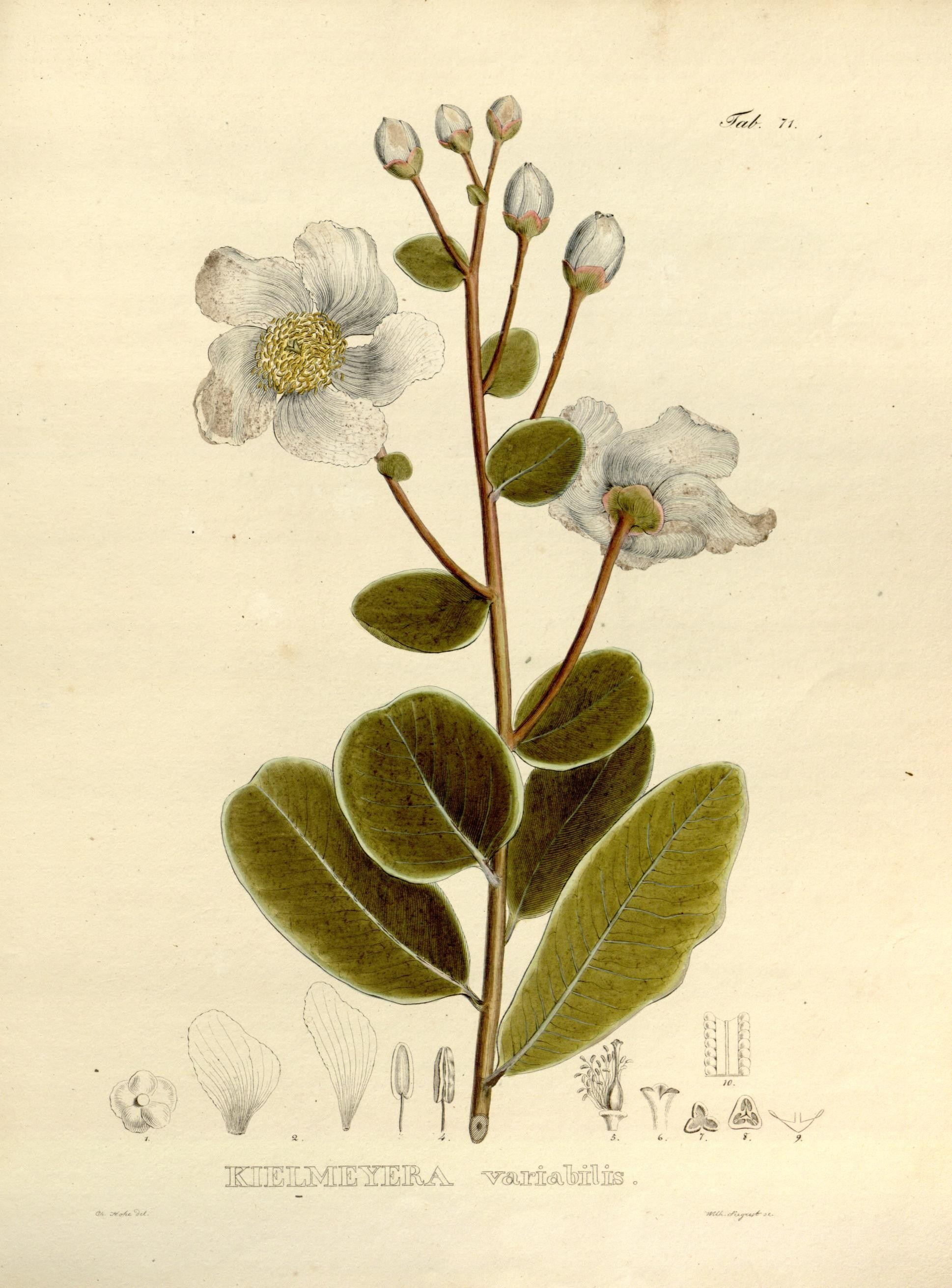
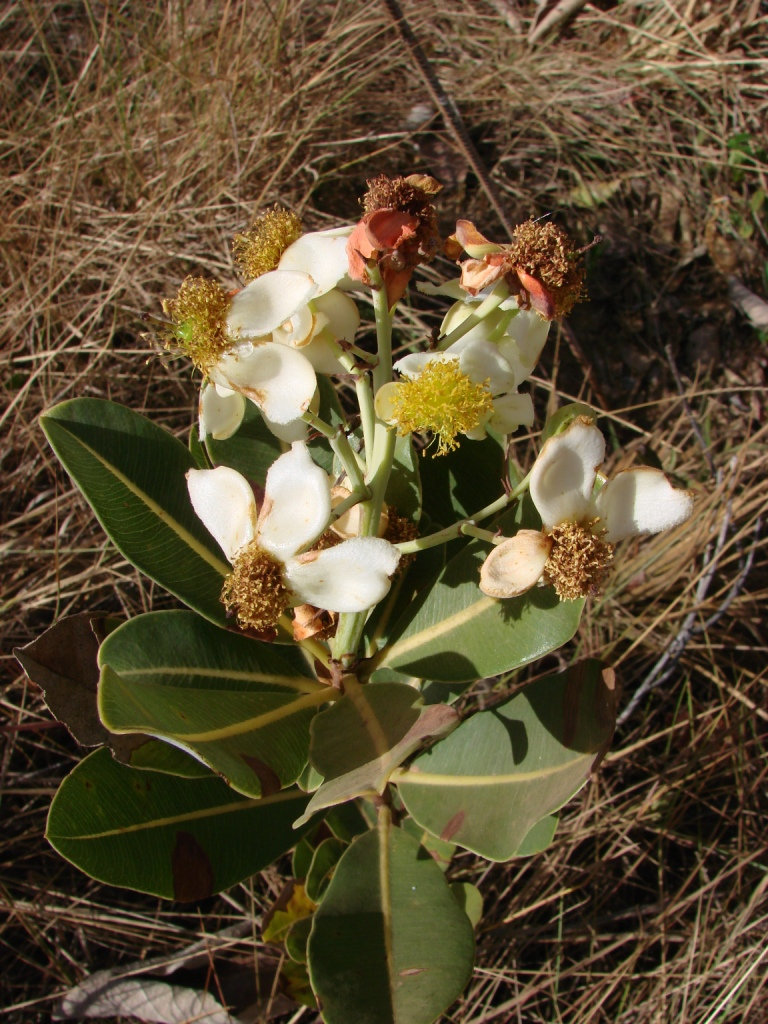